# Garadnai Erika
Garadnai Erika (Miskolc, 1984. június 9. –) válogatott labdarúgó, középpályás.

## Pályafutása

### A válogatottban
2003 és 2005 között nyolc alkalommal szerepelt a válogatottban.

## Statisztika

### Mérkőzései a válogatottban
| Magyarország | Magyarország      | Magyarország             | Magyarország | Magyarország | Magyarország  | Magyarország | Magyarország | Magyarország |
| #            | Dátum             | Helyszín                 | Hazai        | Eredmény     | Vendég        | Kiírás       | Gólok        | Esemény      |
| ------------ | ----------------- | ------------------------ | ------------ | ------------ | ------------- | ------------ | ------------ | ------------ |
| 1.           | 2003. május 11.   | Kecskemét                | Magyarország | 0 – 4        | Franciaország | Eb-selejtező | -            | 83'          |
| 2.           | 2003. június 14.  | Reykjavík                | Izland       | 4 – 1        | Magyarország  | Eb-selejtező | -            | 73'          |
| 3.           | 2004. április 2.  | Lendva                   | Szlovénia    | 2 – 2        | Magyarország  | barátságos   | -            | 57'          |
| 4.           | 2005. március 17. | Tapolca                  | Magyarország | 0 – 3        | Lengyelország | barátságos   | -            | 74'          |
| 5.           | 2005. március 19. | Tapolca                  | Magyarország | 0 – 4        | Lengyelország | barátságos   | -            | 71'          |
| 6.           | 2005. április 12. | Kisudvarnok              | Szlovákia    | 2 – 1        | Magyarország  | barátságos   | -            | 79'          |
| 7.           | 2005. április 13. | Győr, Integral-DAC pálya | Magyarország | 2 – 0        | Szlovákia     | barátságos   | -            | 82'          |
| 8.           | 2005. május 24.   | Zalaegerszeg             | Magyarország | 2 – 0        | Szlovénia     | barátságos   | -            | 67'          |
|              | Összesen          |                          |              | 8            | mérkőzés      |              | 0            | gól          |